# Charopinae
Sous-famille
Synonymes
- Phenacohelicidae Suter, 1892

Les Charopinae sont une sous-famille de mollusques gastéropodes terrestres de l'ordre des Stylommatophora et de la famille des Charopidae.

## Liste des genres
Selon World Register of Marine Species (12 octobre 2019):
- Acanthoptyx Ancey, 1888
- Acheronopa Hyman & Stanisic, 2005
- Aeschrodomus Pilsbry, 1892
- Albiropa Holcroft & Stanisic, 2018
- Allocharopa Iredale, 1937
- Amfractaropa Holcroft, 2018
- Andrefrancia Solem, 1960
- Annoselix Iredale, 1939
- Ba Solem, 1983
- Barringtonica Shea, Colgan & Stanisic, 2012
- Biomphalopa Stanisic, 1990
- Bischoffena Iredale, 1937
- Burwellia Holcroft & Stanisic, 2018
- Cancellocochlea Shea, Colgan & Stanisic, 2012
- Cavellia Iredale, 1915
- Cavellioropa Dell, 1952
- Charopa E. von Martens, 1860
- Charopella Iredale, 1944
- Chaureopa Climo, 1985
- Coenocharopa Stanisic, 1990
- Comboynea Shea, Colgan & Stanisic, 2012
- Comularopa Holcroft, 2018
- Coricudgia Hyman & Stanisic, 2005
- Corinomala Iredale, 1939
- Cralopa Iredale, 1941
- Cryptocharopa Preston, 1913
- Cumberlandica Shea, Colgan & Stanisic, 2012
- Danielleilona Stanisic, 1993
- Decoriropa Hyman & Stanisic, 2005
- Dentherona Iredale, 1933
- Dictyoropa Shea, Colgan & Stanisic, 2012
- Diphyoropa Hyman & Stanisic, 2005
- Dipnelix Iredale, 1937
- Discocharopa Iredale, 1913
- Dividospiralia Stanisic, 2010
- Dupucharopa Iredale, 1937
- Egestula Iredale, 1915
- Egilodonta Iredale, 1937
- Egilomen Iredale, 1937
- Elsothera Iredale, 1933
- Epinicium Iredale, 1939
- Eungellaropa Holcroft & Stanisic, 2018
- Excaliburopa Stanisic, 2010
- Excellaoma Iredale, 1937
- Fectola Iredale, 1915
- Frustropa Iredale, 1945
- Geminoropa Kershaw, 1955
- Gerontia Hutton, 1882
- Gouldiropa Hyman & Stanisic, 2005
- Goweroconcha Iredale, 1944
- Graeffedon Solem, 1983
- Groveiana Stanisic, 2018
- Gyrocochlea Hedley, 1924
- Gyropena Iredale, 1944
- Hedleyoconcha Pilsbry, 1893
- Hedleyropa Hyman & Stanisic, 2005
- Hirsutaropa Holcroft & Stanisic, 2018
- Huntiana Stanisic, 2018
- Hyaloropa Stanisic, 2018
- Insularopa Stanisic, 2018
- Insullaoma Iredale, 1937
- Isolderopa Stanisic, 2010
- Kannaropa Iredale, 1937
- Kermodon Iredale, 1945
- Koreelahropa Stanisic, 2010
- Kosciuszkoropa Stanisic, 2018
- Lacuropa Stanisic, 2018
- Lagivala Solem, 1983
- Lauopa Solem, 1983
- Lenwebbia Stanisic, 1990
- Letomola Iredale, 1941
- Leurocochlea Stanisic, 2010
- Luinodiscus Iredale, 1937
- Luturopa Stanisic, 2010
- Maafu Solem, 1983
- Macleayropa Stanisic, 2010
- Macphersonea Shea, Colgan & Stanisic, 2012
- Macrophallikoropa Hyman & Stanisic, 2005
- Marilyniropa Hyman & Stanisic, 2005
- Meredithena Stanisic, 2018
- Metaropa Stanisic, 2018
- Micromphalia Ancey, 1882
- Minutiropa Stanisic, 2018
- Mocella Iredale, 1915
- Monomphalus Ancey, 1882
- Mulathena B.J. Smith & Kershaw, 1985
- Mussonula Iredale, 1937
- Mystivagor Iredale, 1944
- Nanoropa Stanisic, 2018
- Nautiliropa Stanisic, 1990
- Neoparyphantopsis Miquel & Araya, 2015
- Ngairea Stanisic, 1990
- Nodularopa Holcroft, 2018
- Norfolcioconcha Preston, 1913
- Notodiscus Thiele, 1931
- Nullarboropa Stanisic, 2018
- Omphaloropa Stanisic, 1990
- Oreokera Stanisic, 1987
- Oreomava Kershaw, 1956
- Papulaoma Iredale, 1941
- Paracharopa Climo, 1983
- Pararhytida Ancey, 1882
- Paratrochus Pilsbry, 1893
- Parvicharopa Solem, 1958
- Paryphantopsis Thiele, 1928
- Penescosta Iredale, 1944
- Pereduropa Stanisic, 2010
- Pernagera Iredale, 1939
- Phenacharopa Pilsbry, 1893
- Pillomena Iredale, 1937
- Planilaoma Iredale, 1937
- Planorbacochlea Shea, Colgan & Stanisic, 2012
- Platyrhytida Cockerell, 1895
- Plesiopsis Ancey, 1888
- Protractiropa Stanisic, 2018
- Pseudegestula Dell, 1954
- Pseudocharopa Peile, 1929
- Pulcharopa Iredale, 1944
- Pulchridomus Climo, 1980
- Radiolaropa Holcroft, 2018
- Reticharopa Solem, 1959
- Rhophodon Hedley, 1924
- Rhytidopsis Ancey, 1882
- Richardsoniana Stanisic, 2010
- Richmondaropa Shea, Colgan & Stanisic, 2012
- Robinsoniana Stanisic, 2018
- Roblinella Iredale, 1937
- Scelidoropa Hyman & Stanisic, 2005
- Setomedea Iredale, 1941
- Setoturbinata Stanisic, 2010
- Sharniropa Hyman & Stanisic, 2005
- Shearopa Stanisic, 2010
- Sinployea Solem, 1983
- Spiraliropa Stanisic, 2010
- Stanisicaropa Holcroft, 2018
- Stenacapha B.J. Smith & Kershaw, 1985
- Suteria Pilsbry, 1892
- Tasmanoropa Bonham, 2018
- Tasmathera Bonham, 2018
- Tateropa Stanisic, 2018
- Teracharopa Maassen, 2000
- Therasiella Powell, 1948
- Thryasona B.J. Smith & Kershaw, 1985
- Tristanoropa Holcroft, 2018
- Tropidotropis Ancey, 1888
- Tuimalila Solem, 1983
- Vatusila Solem, 1983
- Whissonia Stanisic, 2018
- Whitcochlea Holcroft, 2018
- Whiteheadia Hyman & Stanisic, 2005
- Xenoropa Holcroft, 2018
- Ygernaropa Stanisic, 2010

- Ballena Iredale, 1944, un synonyme de Pseudocharopa Peile, 1929
- Deceptrena Iredale, 1944, un synonyme de Pseudocharopa Peile, 1929
- Gallodema Iredale, 1941, un synonyme de Paryphantopsis Thiele, 1928
- Howeinsulea Peile, 1929, un synonyme de Pseudocharopa Peile, 1929
- Illonesta Iredale, 1941, un synonyme de Paryphantopsis Thiele, 1928
- Lidgbirdia Iredale, 1944, un synonyme de Pseudocharopa Peile, 1929
- Patulopsis Suter, 1892, un synonyme de Suteria Pilsbry, 1892
- Pilsbrycharopa Solem, 1958, un synonyme de Corinomala Iredale, 1939
- Simplicaria Mousson, 1890, un synonyme de Charopa E. von Martens, 1860
- Subfectola Powell, 1939, un synonyme de Paralaoma Iredale, 1913
- Tesseraria O. Boettger, 1881, un synonyme de Phenacharopa Pilsbry, 1893 (Not Haeckel, 1880)
- Thera Hutton, 1883, un synonyme de Aeschrodomus Pilsbry, 1892 (Invalid. Not Stephens, 1831)